# Hornungskuppe
Die Hornungskuppe (im Mittelalter Hornsberg genannt) ist eine 439 m ü. NHN hohe bewaldete Erhebung am Thüringer Zipfel an der Grenze von Hessen und Thüringen. Naturräumlich zählt sie zum Seulingswald.
Der Hornsberg ist bereits in Urkunden aus dem 12. Jahrhundert im Zusammenhang mit dem gleichnamigen Adelsgeschlecht erwähnt. Er gehört anteilig zur Flur Widdershausen der Stadt Heringen im hessischen Landkreis Hersfeld-Rotenburg und zur Flur Dankmarshausen im thüringischen Wartburgkreis. Hinüber führt die hessisch-thüringische Grenze.
Die Hornungskuppe wird (noch) forstwirtschaftlich genutzt. Auf dem Westhang beginnt bereits das eingezäunte Deponiegelände Monte Kali. Kaum 500 m nordöstlich ist auf einem Sporn der Hornungskuppe die Burg Hornsberg gelegen.